# Hockeypark
Der Hockeypark, aufgrund eines Namenssponsorings offiziell SparkassenPark Mönchengladbach, befindet sich im Nordpark in Mönchengladbach in direkter Nachbarschaft zum Borussia-Park. Es war die alleinige Spielstätte der Feldhockey-Weltmeisterschaft der Herren 2006. Neben Hockeyspielen finden hier regelmäßig Großkonzerte statt. So waren 2022 beispielsweise Pop- und Rockgrößen wie Sarah Connor, Mark Forster, Imagine Dragons oder Sting im HockeyPark zu sehen. 

## Geschichte
Das Stadion ist Ende 2005, früher als ursprünglich geplant, fertiggestellt worden und bietet bis zu 12.000 Menschen Platz. Die Eröffnung des Stadions wurde Ostern 2006 mit einem Vier-Nationen-Turnier gefeiert. Die Teilnehmer waren Deutschland, Indien, Argentinien und Spanien. Der Namensgeber des Hockeyparks war bis 2015 die Warsteiner Brauerei. Sie hatte schon 2014 angekündigt, den laufenden Zehn-Jahres-Vertrag nicht weiter zu verlängern. Seit dem 27. März 2015 trägt die Veranstaltungsstätte offiziell den Sponsorennamen SparkassenPark Mönchengladbach. Der Vertrag mit der Sparkasse über die Namensrechte hat eine Laufzeit von zehn Jahren mit einer Option auf fünf weitere Jahre.

## Infrastruktur
Der SparkassenPark besitzt zwei Kunstrasenspielfelder, die jeweils über eine Flutlichtanlage verfügen. Das eigentliche Stadion hat 9046 Sitzplätze und kann durch mobile Tribünen auf etwa 12.000 Plätze erweitert werden. Außerdem gibt es ein Nebenspielfeld, welches für etwa 850 Zuschauer ausgelegt ist. Des Weiteren gehört ein Verwaltungsgebäude mit Logen und Presseräumen zum Stadion. Die Baukosten betrugen etwa 8,8 Millionen Euro.
Nicht realisiert werden konnte die ursprünglich geplante Veranstaltungshalle, die direkt an das Verwaltungsgebäude angebaut werden sollte. Die Sitzschalen haben sechs unterschiedliche Farben (drei Blautöne, zwei Gelbtöne und Orange). Sie sind so angeordnet, dass nie gleichfarbige Sitze direkt übereinander oder nebeneinander liegen. Dadurch soll auch ein leeres oder schlecht gefülltes Stadion mehr wie ein volles Stadion wirken. Innerhalb des Nordparks befinden sich zahlreiche Parkplätze, die bei Veranstaltungen genutzt werden können. Gleich an den Hockeypark grenzt Parkplatz 4.

## Nutzung
Das bislang größte Ereignis in der Sportstätte war die Feldhockey-Weltmeisterschaft der Herren 2006, bei der an den zwölf Spieltagen rund 100.000 Zuschauer den Weg in den Hockeypark fanden. Seitdem ist er die regelmäßige Spielstätte der Nationalmannschaften des Deutschen Hockey-Bundes, der im Stadion auch seine Geschäftsstelle unterhält.
Der Hockey-Bundesligist Gladbacher HTC hat in der Saison 2006/07 einige seiner Heimspiele im SparkassenPark ausgetragen. Des Weiteren diente die Anlage bis 2011 als Heimstadion der American-Football-Mannschaft der Mönchengladbach Mavericks.
Außerdem wird das Stadion für Konzerte und sonstige sportliche Veranstaltungen wie Tennis-Schaukämpfe genutzt. In den Jahren 2007 bis 2009 wurde dort der Junior Bowl, das Endspiel der GFL Juniors, der Jugend-American-Football-Bundesliga, ausgetragen.
Seit 2010 finden im Hockeypark jährlich Open-Air-Konzerte mit bis zu 22.000 Zuschauern statt. Nationale und internationale Künstler wie Silbermond, Sting, Die fantastischen Vier, Def Leppard, Bryan Adams, Deep Purple, ZZ Top, Guns n’ Roses, Seeed, The Kelly Family oder Philipp Poisel begeisterten hier schon ihr Publikum. 
2020 wurde hier, bedingt durch die COVID-19-Pandemie, die beliebte Corona-konforme Konzertreihe "Strandkorb Open Air" durchgeführt. Mit 63 Konzerten in drei Monaten konnten Zuschauer im HockeyPark (SparkassenPark) Live-Konzerte in Strandkörben genießen.

## Galerie

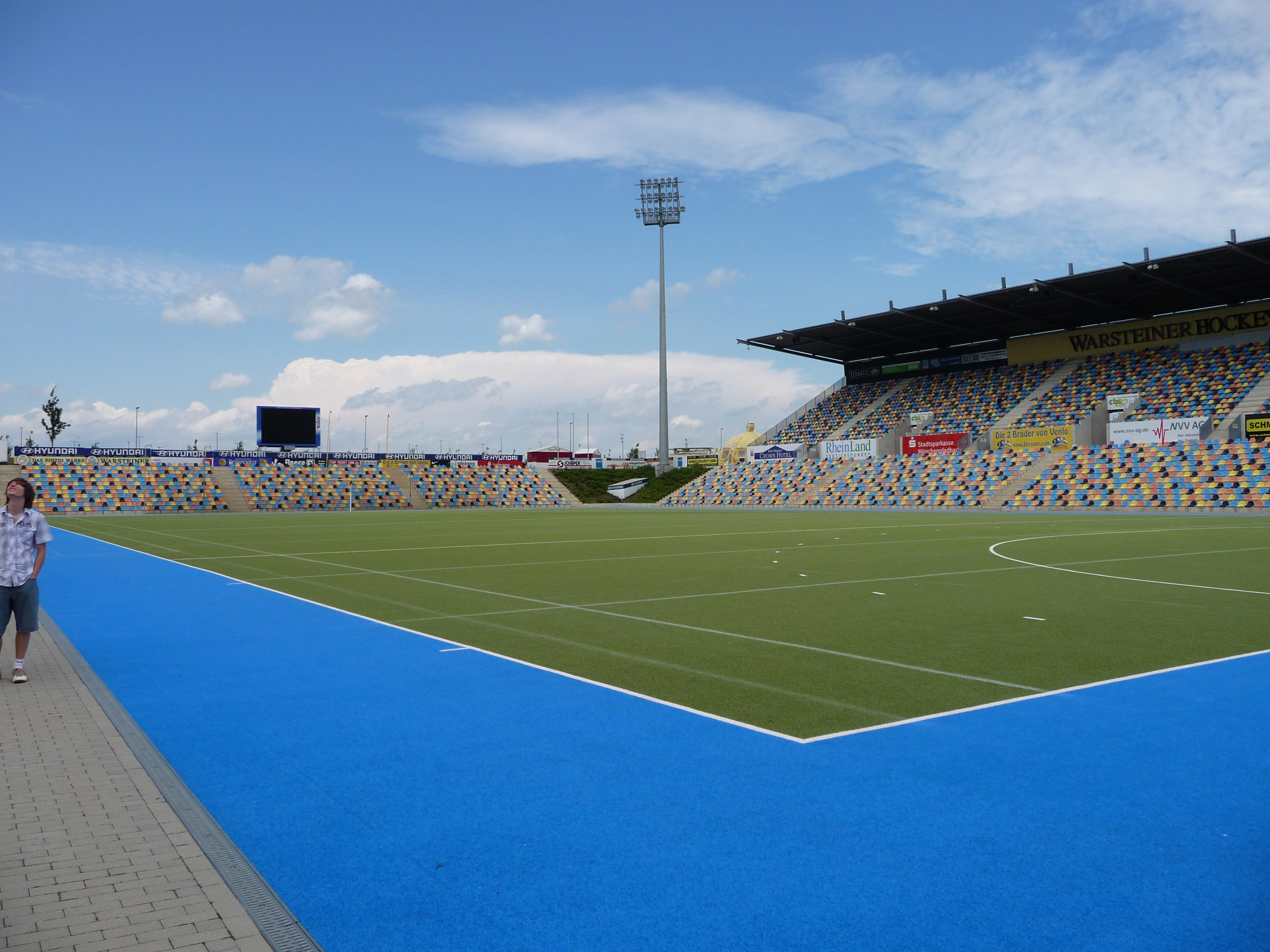
Das Kunstrasenspielfeld
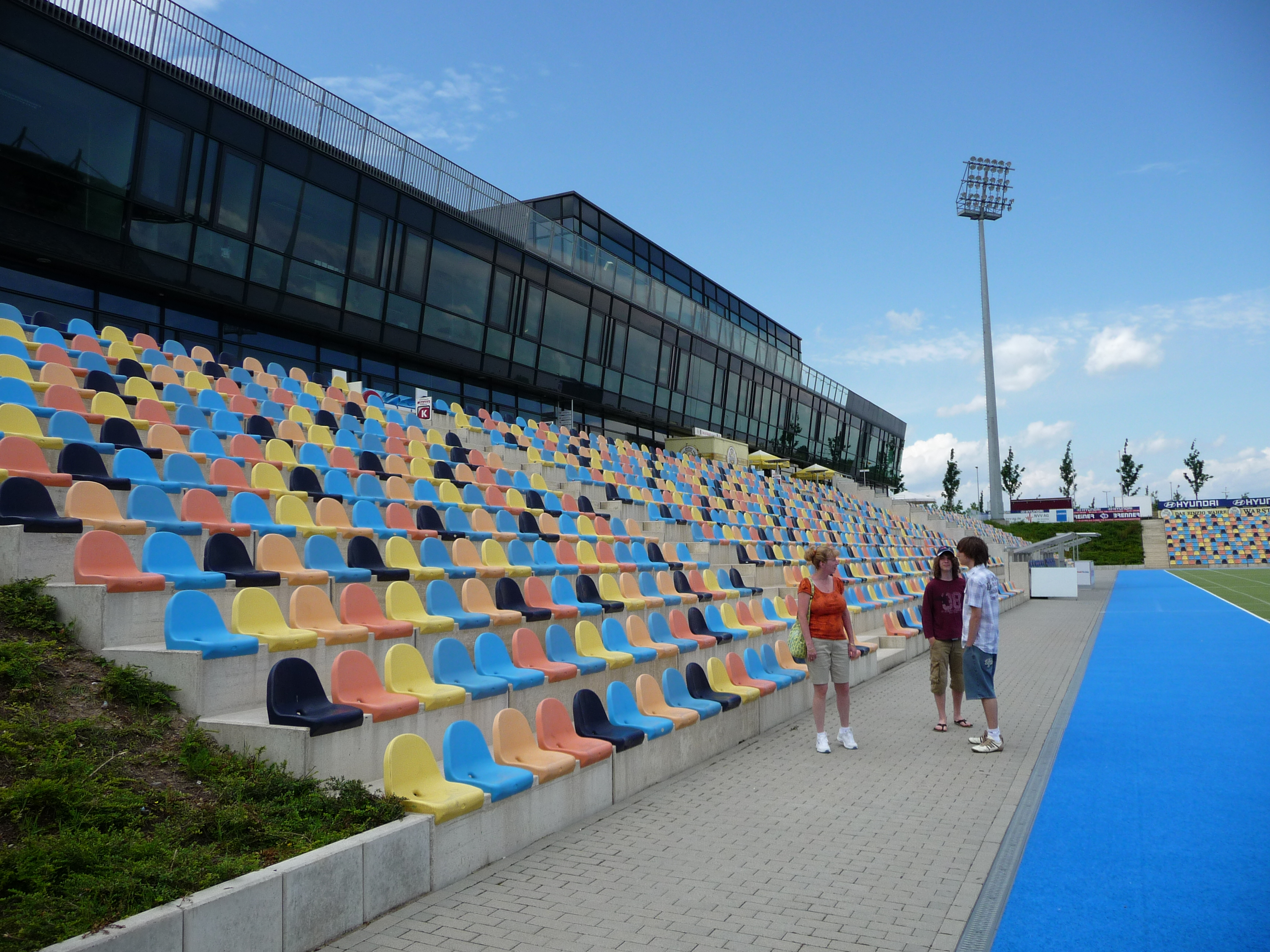
Die bunten Sitzschalen des Stadions
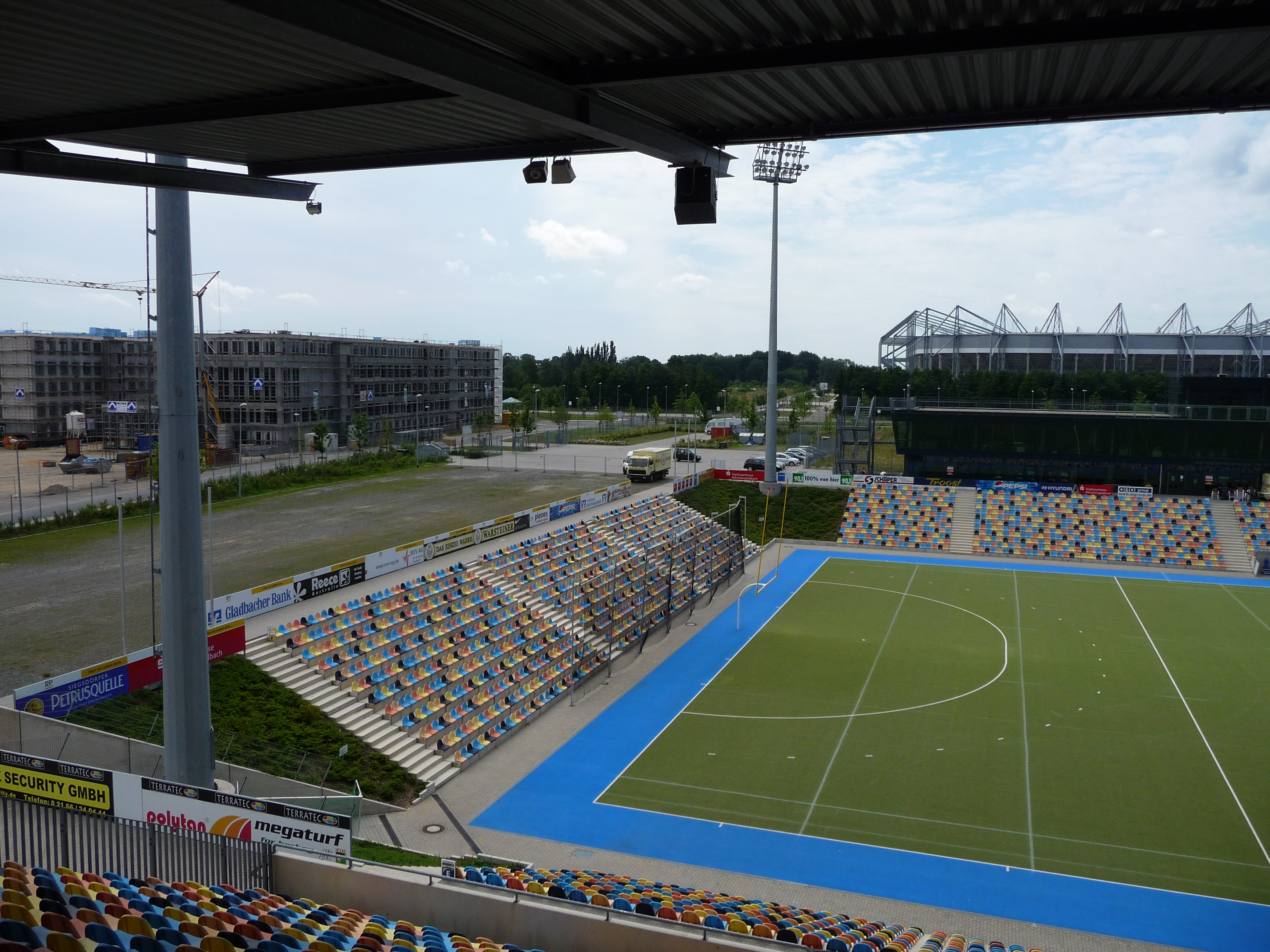
Eine der Hintertortribünen
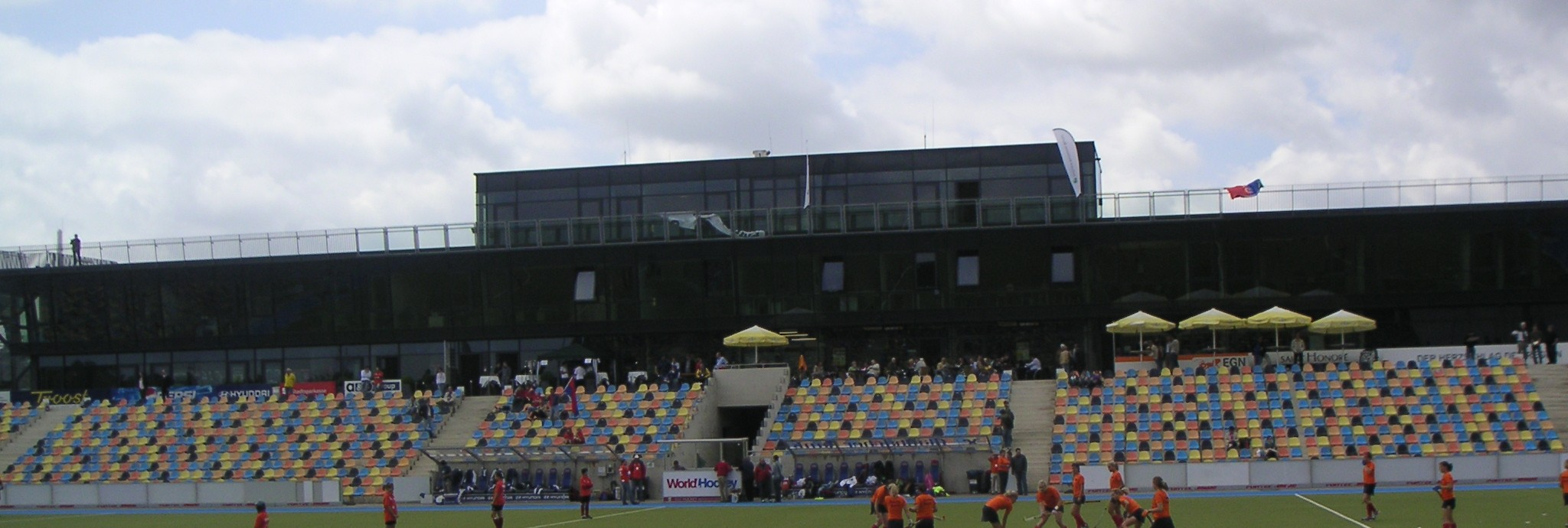
Verwaltungsgebäude – Geschäftsstelle des DHB
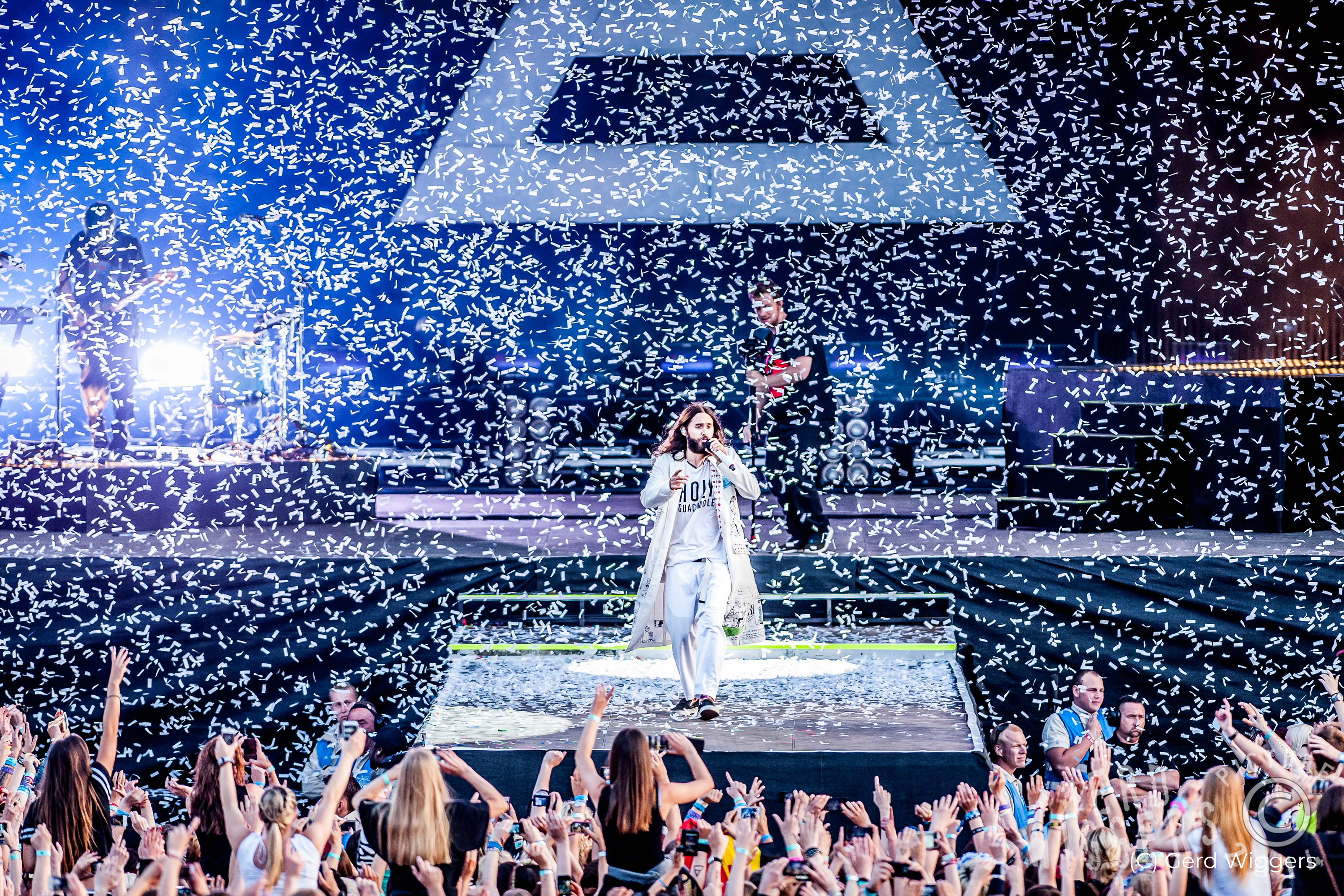